# إلفيس كافوتيكا
إلفيس بريسون كافوتيكا (بالإنجليزية: Elvis Bryson Kafoteka)‏ (مواليد 17 يناير 1978 في ليلونغوي) لاعب كرة قدم ملاوي دولي يجيد اللعب في خط الدفاع . يلعب حاليا لصالح نادي الجيش الوطني الرواندي منذ 2010 .

## روابط خارجية
- إلفيس كافوتيكا على موقع الاتحاد الدولي (مؤرشف)  (الإنجليزية)
- إلفيس كافوتيكا على موقع قاعدة بيانات كرة القدم.إي يو (الإنجليزية)
- إلفيس كافوتيكا على موقع ناشيونال فوتبول تيمز (الإنجليزية)